# Skibus

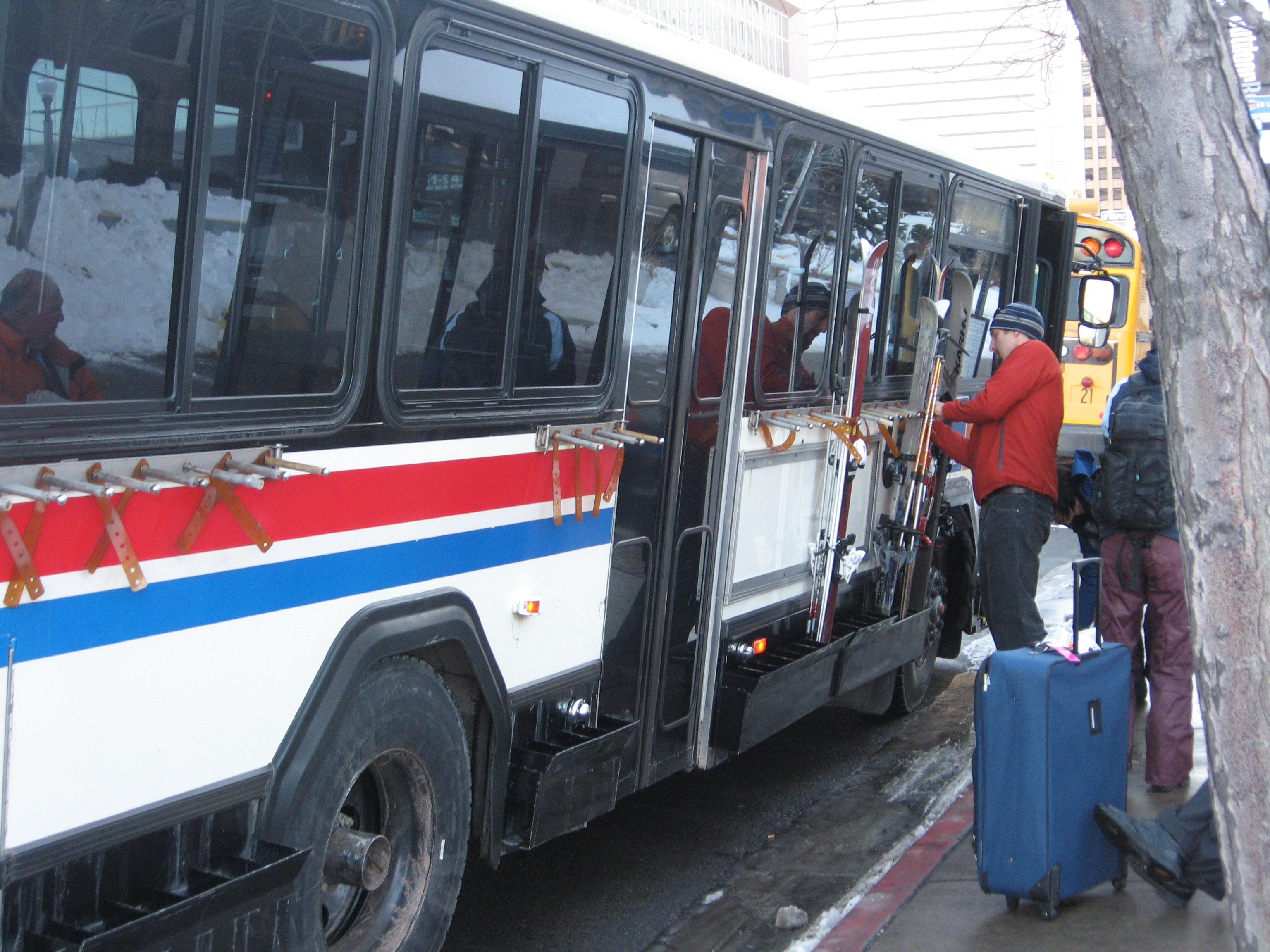
Skibus con trasporto sci laterale esterno

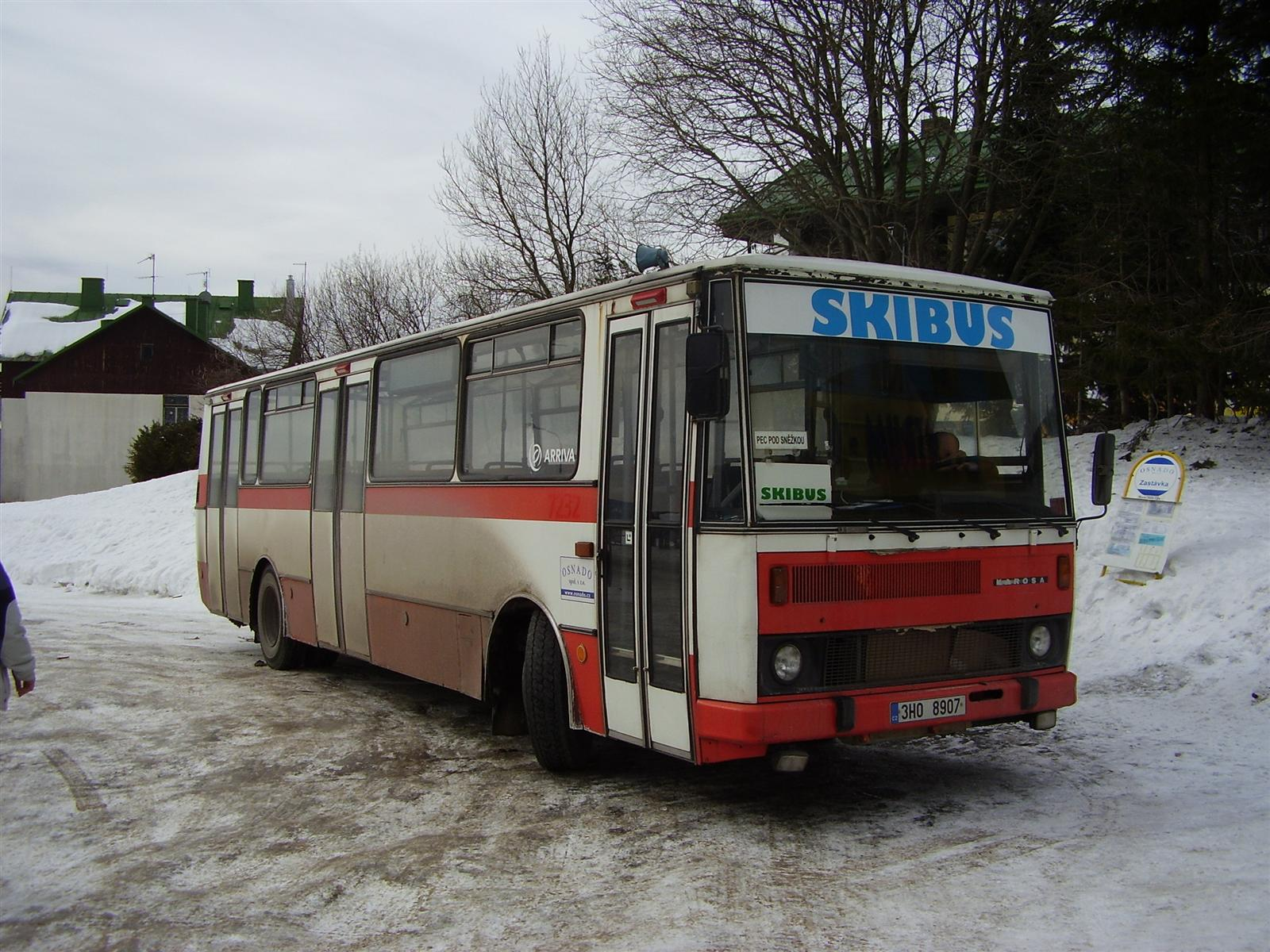
Esempio di skibus in Repubblica Ceca

Lo skibus è un servizio di trasporto pubblico effettuato mediante autobus, destinato per lo più a sciatori e snowboardisti.
Come per l'utilizzo di un normale autobus urbano, lo skibus permette agli sciatori di recarsi agli impianti di risalita, senza dover tenere conto del parcheggio. Inoltre l'utilizzo di tale servizio favorisce molto il turismo locale.

## Generalità
Il servizio è in convenzione con aziende pubbliche, private o anche con il comune di appartenenza del comprensorio sciistico.
Solitamente il bus attraversa una o più città, lungo un percorso che termina alla partenza degli impianti sciistici.
Solitamente i mezzi di trasporto sono dei comuni autobus, che permettono l'accesso a un gran numero di persone adeguatamente equipaggiate, ovvero con scarponi e sci o snowboard. A volte questi vengono lasciati all'esterno, ad esempio in un apposito cassone o rastrelliera di lato o in fondo.

## Costo
Generalmente il loro servizio viene ritenuto pagato da coloro che si apprestano ad utilizzare gli impianti di risalita, ovvero che debbono o hanno già comperato uno skipass.
In altre località, è invece richiesto un piccolo contributo.